# Judo op de Paralympische Zomerspelen 2004
Op de XIIe Paralympische Spelen die in 2004 werden gehouden in het Griekse Athene was judo een van de 19 sporten die werden beoefend tijdens deze spelen.
Dit jaar deden er voor het eerst vrouwen mee bij het judo.
Voor België en Nederland waren er geen judoka's aanwezig tijdens dit paralympische toernooi.

## Evenementen
Op de Spelen van 2004 stonden de volgende evenementen op het programma:
Mannen
- tot 60 kg
- tot 66 kg
- tot 73 kg
- tot 81 kg
- tot 90 kg
- tot 100 kg
- boven 100 kg

Vrouwen
- tot 48 kg
- tot 52 kg
- tot 57 kg
- tot 63 kg
- tot 70 kg
- boven 70 kg

## Mannen
| Klasse       | land | Goud             | land | Zilver                 | land    | Brons                             |
| ------------ | ---- | ---------------- | ---- | ---------------------- | ------- | --------------------------------- |
| tot 60 kg    | JPN  | Makoto Hirose    | UKR  | Ihor Zasyadkovych      | HUN     | Norbert Biro                      |
| tot 66 kg    | JPN  | Satoshi Fujimoto | ESP  | David Garcia del Valle | FIN CHN | Jani Kallunki Zhi Lin Xu          |
| tot 73 kg    | CHN  | Yun Feng Wang    | BRA  | Eduardo Amaral         | IRI USA | Hani Asakereh Stephen Moore       |
| tot 81 kg    | FRA  | Cyril Jonard     | JPN  | Yuji Kato              | GER HUN | Sebastian Junk Gabor Vincze       |
| tot 90 kg    | ALG  | Messaoud Nine    | RUS  | Oleg Kretsul           | LTU ESP | Jonas Stoskus Raul Fernandez      |
| tot 100 kg   | BRA  | Antonio Tenorio  | CHN  | Run Ming Men           | FRA USA | Sebastien Le Meaux Kevin Szott    |
| boven 100 kg | AZE  | Ilham Zakiyev    | GBR  | Ian Rose               | JPN CUB | Keiji Amakawa Rafael Torres Pompa |

## Vrouwen
| Klasse      | land | Goud             | land | Zilver            | land    | Brons                                   |
| ----------- | ---- | ---------------- | ---- | ----------------- | ------- | --------------------------------------- |
| tot 48 kg   | FRA  | Karima Medjeded  | BRA  | Karla Cardoso     | RUS GER | Viktoriya Potapova Astrid Arndt         |
| tot 52 kg   | GER  | Susann Schuetzel | FRA  | Sandrine Aurieres | CHN RUS | Qiu Lian Wang Alexandra Vlasova         |
| tot 57 kg   | GER  | Ramona Brussig   | ESP  | Marta Arce Payno  | RUS BRA | Ekaterina Buzmakova Daniele Silva       |
| tot 63 kg   | RUS  | Madina Kazakova  | GER  | Silke Huettler    | FRA ESP | Angelique Quessandier Monica Merenciano |
| tot 70 kg   | ESP  | Carmen Herrera   | USA  | Lorena Pierce     | HUN RUS | Sandorne Nagy Tatiana Savostyanova      |
| boven 70 kg | CHN  | Lan Mei Xue      | ESP  | Maria Olmedo      | GER     | Beate Bischler                          |

Atletiek · Bankdrukken · Basketbal · Blindenvoetbal · Boogschieten · Boccia · CP-voetbal · Goalball · Judo · Paardensport · Rugby · Schermen · Schietsport · Tafeltennis · Tennis · Volleybal · Wielersport · Zeilen · Zwemmen
Seoel 1988 ·
Barcelona 1992 ·
Atlanta 1996 ·
Sydney 2000 ·
Athene 2004 ·
Peking 2008 ·
Londen 2012 ·
Rio de Janeiro 2016 ·
Tokio 2020 ·
Parijs 2024 ·
Los Angeles 2028